# Beautiful Goodbye
Beautiful Goodbye is een single van de Canadese zangeres Amanda Marshall uit 1996. Het is de vierde single van haar naar zichzelf genoemde debuutalbum.
De single is een ballad, die gaat over een verloren liefde. De single haalde de 5e positie in Marshalls thuisland Canada. 
In Nederland werd de single destijds regelmatig gedraaid op Radio 538, Hitradio Veronica, Radio 2 en Radio 3FM en werd een radiohit. De single bereikte de 22e positie in de Nederlandse Top 40 op Radio 538 en de 20e positie in de Mega Top 50 op Radio 3FM.
In België bereikte de single géén notering in zowel de Vlaamse Ultratop 50 als de Vlaamse Radio 2 Top 30.

## NPO Radio 2 Top 2000
| Nummer met noteringen in de NPO Radio 2 Top 2000 | '14  | '15  | '16  | '17  | '18  | '19  | '20  | '21 | '22  | '23  | '24  |
| ------------------------------------------------ | ---- | ---- | ---- | ---- | ---- | ---- | ---- | --- | ---- | ---- | ---- |
| Beautiful Goodbye                                | 1378 | 1201 | 1473 | 1444 | 1494 | 1817 | 1928 | -   | 1813 | 1686 | 1669 |

1. ↑  Een '-' betekent dat het nummer niet was genoteerd en een vetgedrukt getal geeft de hoogste notering aan.
2. ↑  2014 was het eerste jaar met een notering voor dit nummer.